# Ampellio Regazzoni
Ampellio Regazzoni (* 28. Juni 1870 in Chiasso; † 24. April 1931 in Bern) war ein Schweizer Bildhauer.

## Leben
Regazzoni wurde 1870 in Chiasso, im Kanton Tessin an der Grenze zu Italien, geboren und war Bürger von Balerna. Nach seiner Ausbildung bei Lorenzo Vela und Giuseppe Bayer eröffnete er in den 1890er Jahren ein Atelier an der Via Montebello in Mailand. In dieser Zeit schuf er zahlreiche Büsten für Mailänder Kirchen. Seinen Durchbruch hatte er 1894, als er mit grossem Erfolg die Statue Der Steinhauer (französisch Le Tailleur de pierre, italienisch Il Tagliapietra) an der Nationalen Kunstausstellung der Schweiz zeigte. Im Jahr darauf erwarb das Kunstmuseum Freiburg das Werk. Der 1896 ausgestellten Skulptur Die frühe Umsetzung (französisch L'application précoce) war weitaus weniger Erfolg beschieden. 1903 berief ihn der Staatsrat des Kantons Freiburg ans Technikum in Freiburg im Üechtland, wo er die Nachfolge des überraschend verstorbenen Cesare Berra antrat und bis zu seinem Tod lehrte. Regazzoni starb 1931 mit 60 Jahren nach einem chirurgischen Eingriff. Sein Nachfolger am Technikum wurde Théo Aeby.

## Werke
Regazzonis bekannteste Werke sind die Denkmäler für Philibert Berthelier in Genf (1909) und Petrus Canisius in Freiburg (1914), ferner eines der beiden Bronzereliefs auf dem Postament des Unabhängigkeitsdenkmals in Lugano (1898), das die Errichtung des Freiheitsbaums auf der Piazza Riforma am 15. Februar 1798 zeigt. Ein Bronzerelief Regazzonis, das an die im Aktivdienst während des Ersten Weltkriegs gestorbenen Freiburger Soldaten erinnert, wurde 1920 am Freiburger Rathaus (Hôtel de Ville) angebracht. In Cully steht eine von ihm gefertigte Statue von Major Davel. Ausserdem schuf Regazzoni zahlreiche Grabmäler für die Friedhöfe von Freiburg, Chiasso, Lugano, Como und Mailand.

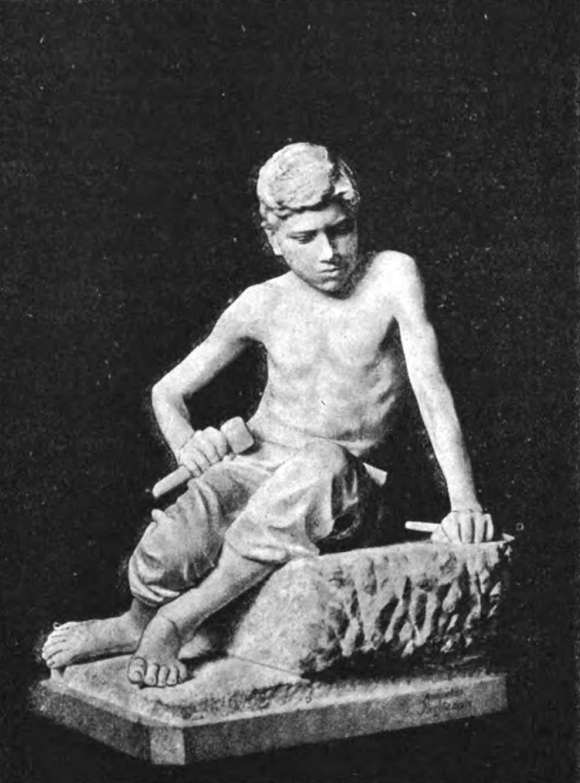
«Der Steinhauer», 1894, Museum für Kunst und Geschichte Freiburg
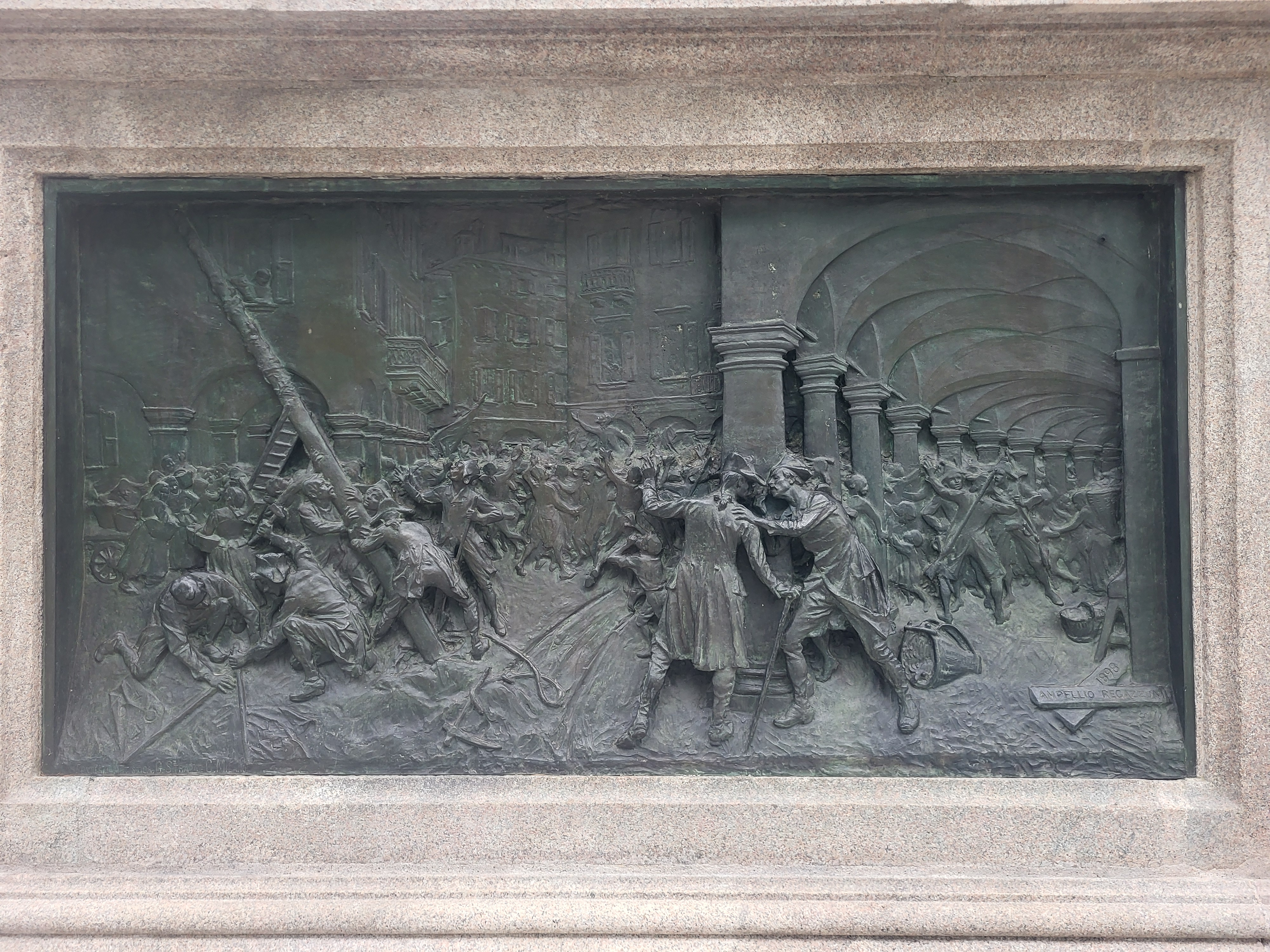
Relief «Der Freiheitsbaum», 1898, Lugano,  Unabhängigkeitsdenkmal auf der Piazza Indipendenza
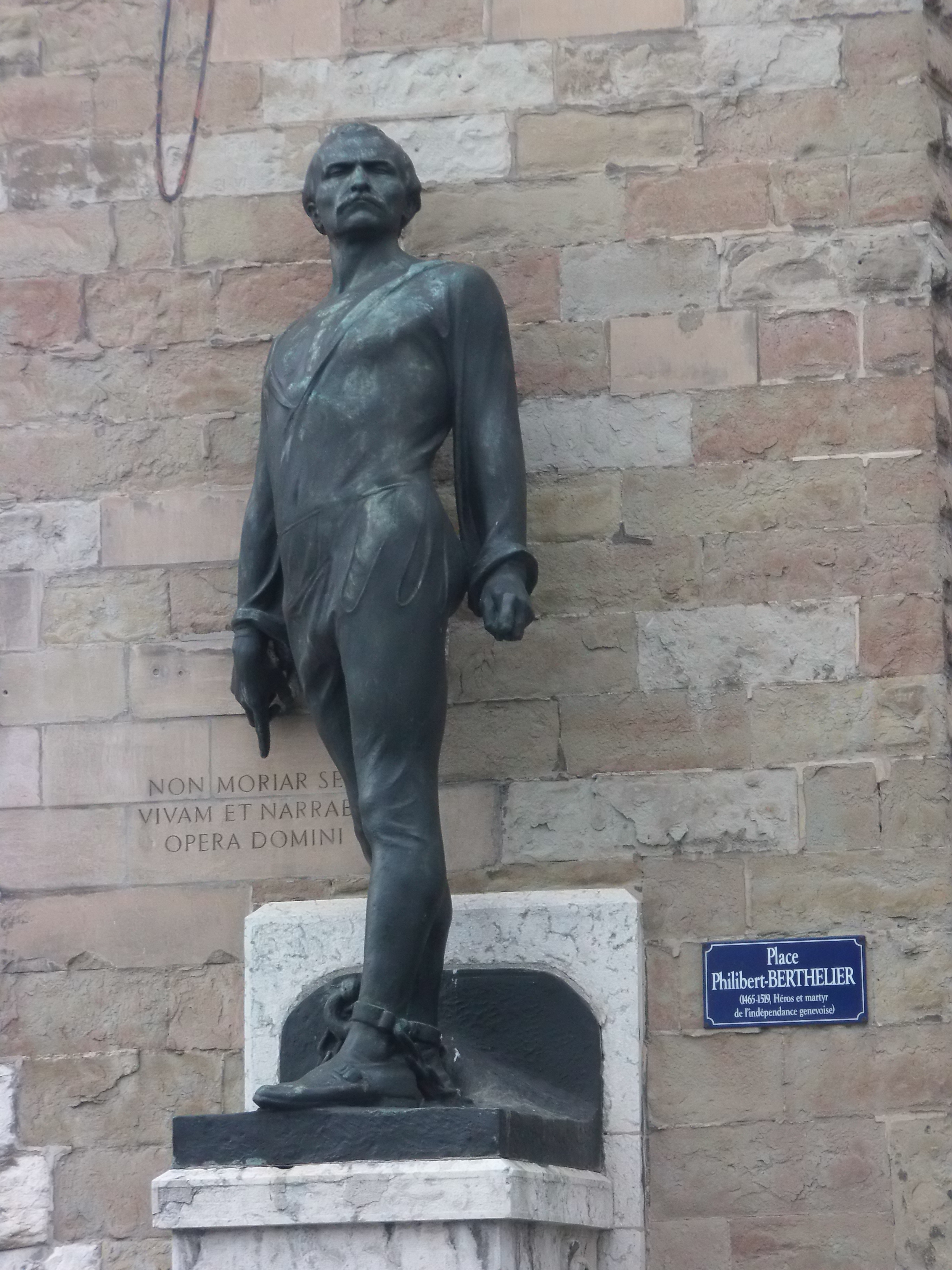
Statue von Philibert Berthelier, 1909, Genf
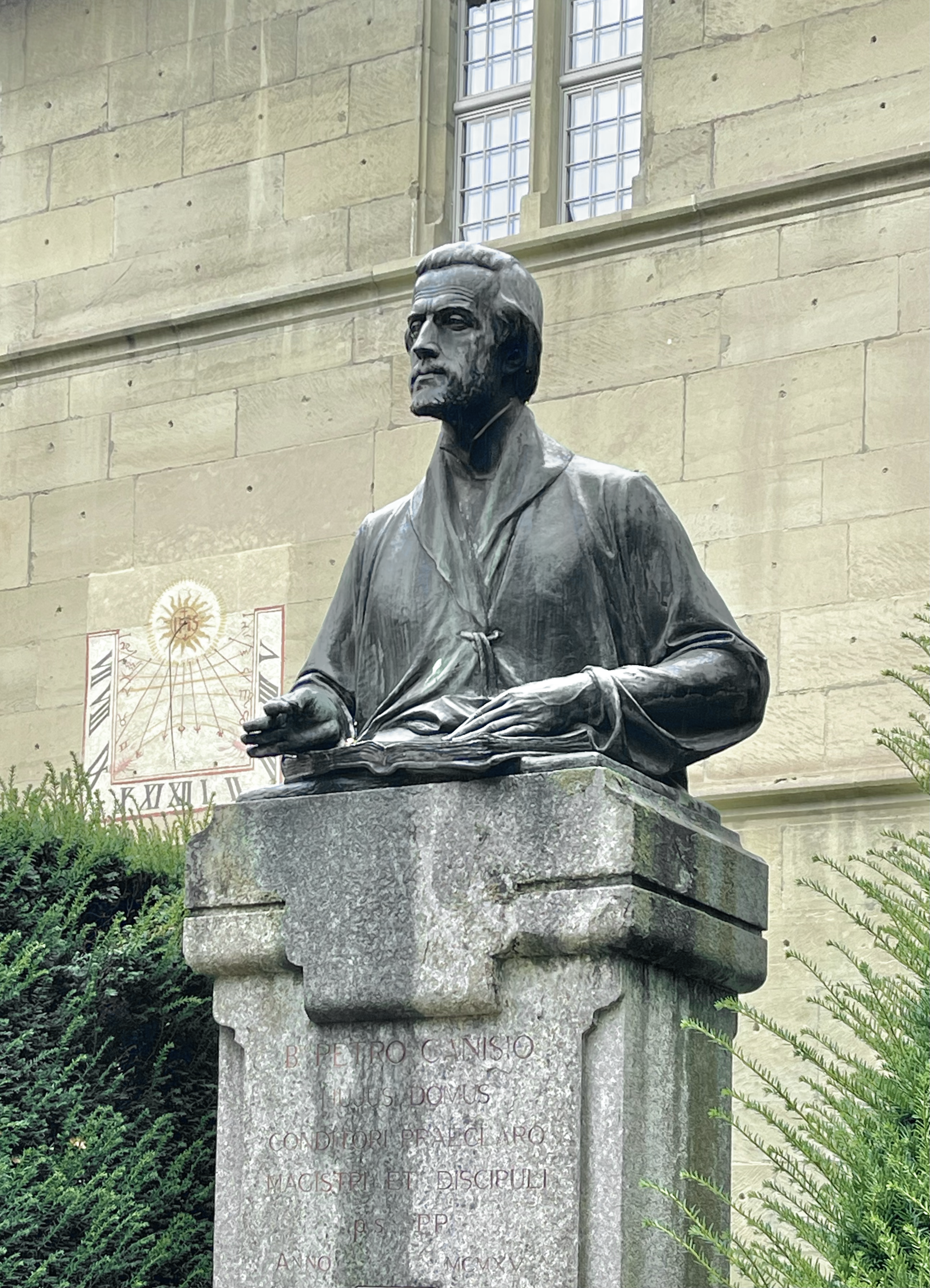
Denkmal für Petrus Canisius, 1914, Freiburg, Hof des Kollegium St. Michael

In einem Nekrolog war über seine Kunst zu lesen:

«L'artiste voyait surtout en profondeur. Si la ligne demeure classique, harmonieuse, la vigueur et la sincérité de l'expression dénoncent un réalisme toujours émouvant. Avant de commencer une besogne, Regazzoni étudiait son modèle à fond ; il en fouillait l'âme tout entière et tâchait de la figer dans les traits et l'attitude de la pierre.»

„Der Künstler sah vor allem in die Tiefe. Auch wenn die Linienführung klassisch und harmonisch bleibt, zeugen die Kraft und Aufrichtigkeit des Ausdrucks von einem stets bewegenden Realismus. Bevor er mit einer Arbeit begann, studierte Regazzoni sein Modell gründlich, erforschte seine ganze Seele und versuchte, sie in den Zügen und der Haltung des Steins festzuhalten.“